# 小行星3873
小行星3873（英語：3873 Roddy）是一颗围绕太阳公转的小行星。1984年11月21日，卡羅琳·舒梅克在帕洛马山发现了此天体。
这颗小行星的绝对星等为267.59185等。